# Bombardier Talent
Bombardier Talent — автомотриса виробництва Bombardier, що була розроблена Waggonfabrik Talbot в Аахені незадовго до того, як компанія була придбана «Bombardier» в 1995 році. 
Назва Talent є акронімом німецькою мовою «TALbot LEichter Nahverkehrs-Triebwagen» (приміська автомотриса Тальбот).
Випускається у декількох варіантах: високопідлогові, низькопідлогові, дизель-механічні, дизель-гідравлічні, дизель-електричні, електричні і нахиляємі, а також комплектація двох, трьох або чотирьох секцій. 
Як і більшість поїздів із кількох вагонів, потяги Talent можуть працювати окремо або зчеплюватись, щоб утворити довші поїзди.

## Технічні характеристики
За стандартами UIC, Talent є дво-, три- або чотирисекційний зчленований потяг з візками Якобса. 
Інтер’єр потягу по суті є єдиним, довгим вагоном; можна пройти з кінця в кінець, не відкриваючи дверей і не проходячи через вужчі проходи. 
Спільне використання візків також означає, що автомотрису «Talent» неможливо легко розібрати чи переставити без допомоги депо. 
Торцеві секції мають фальшпідлогу у всіх варіантах, тому що тягове обладнання, встановлене під ним, вимагає більше місця, ніж безпривідні візки. 
Опціональна система нахилу (називається ContRoll) є унікальною: між візком і вагоном не потрібен плаваючий валик, є гідравлічні циліндри, встановлені між системою стабілізатора поперечної стійкості та кузовом, безпосередньо приводять у дію нахил.

## Обслуговування
Після того, як в 1994 році був представлений прототип, перші Talent надійшли покупцям в 1996 році. 
Їх використовують магістральні залізниці Німеччини, Австрії та Норвегії . Понад 260 одиниць знаходяться в експлуатації по всьому світу.
Наступні версії: Bombardier Talent 2 і Bombardier Talent 3.

### Оператори
- Австрія

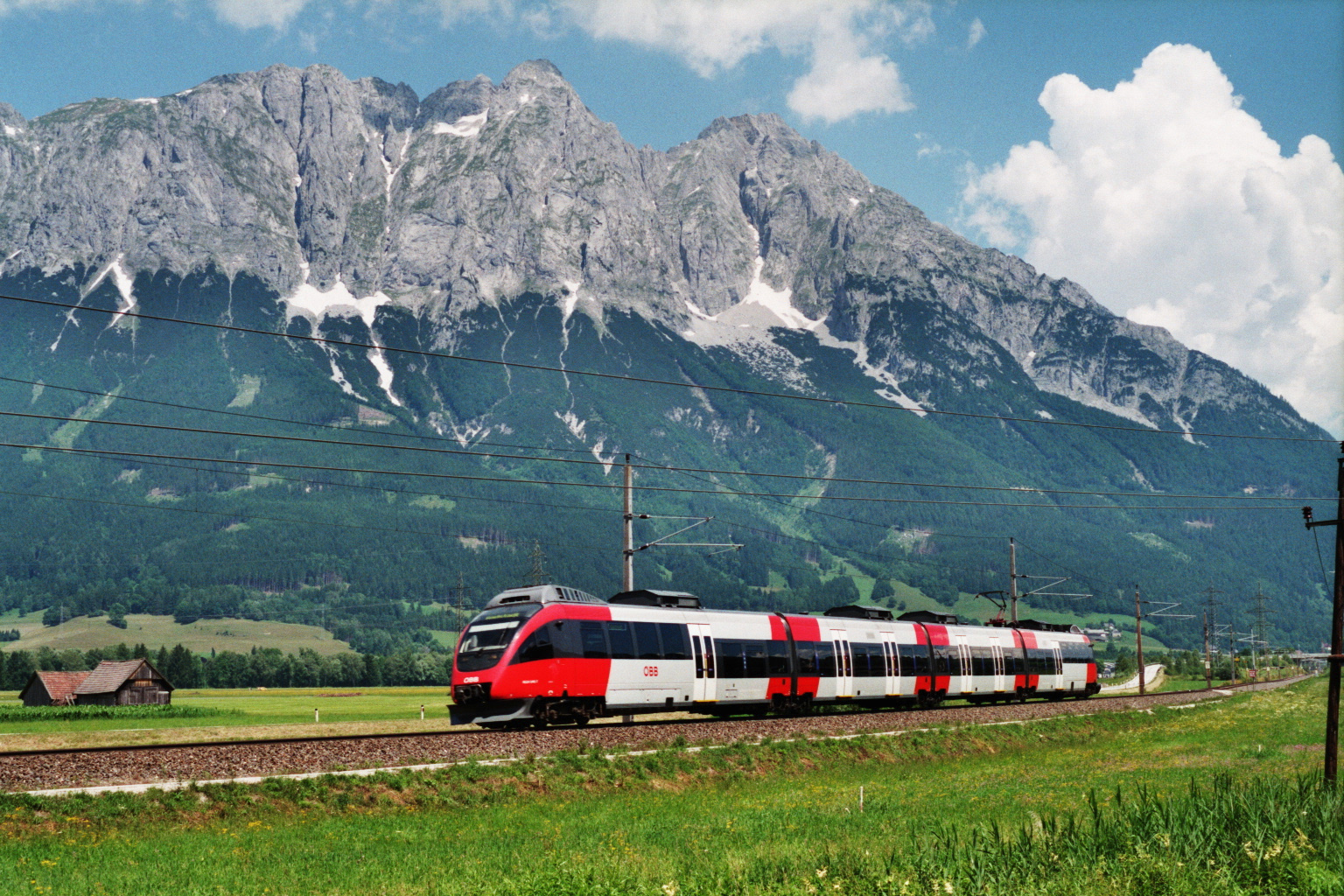
ÖBB Class 4024 Talent на Еннсталльбані, Австрія

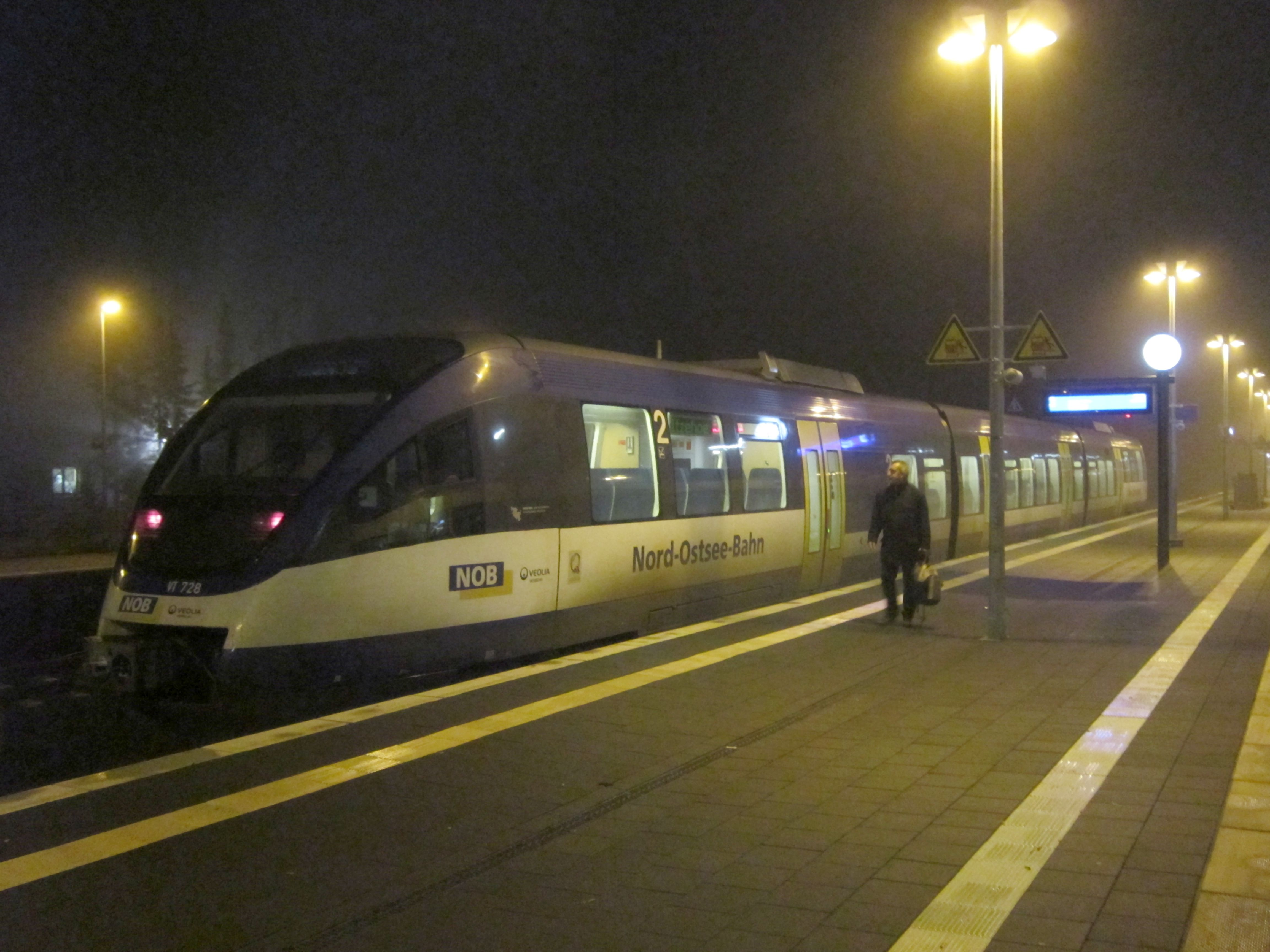
Talent у Німеччині

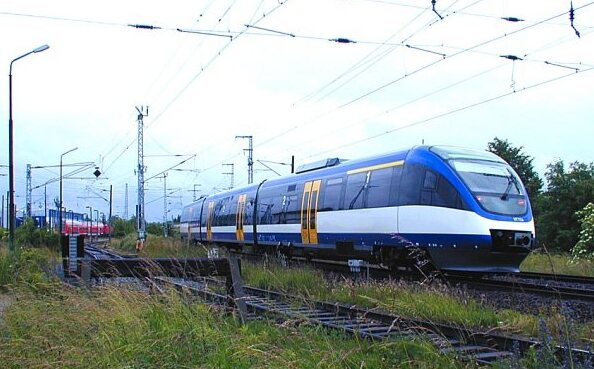
Talent у Німеччині

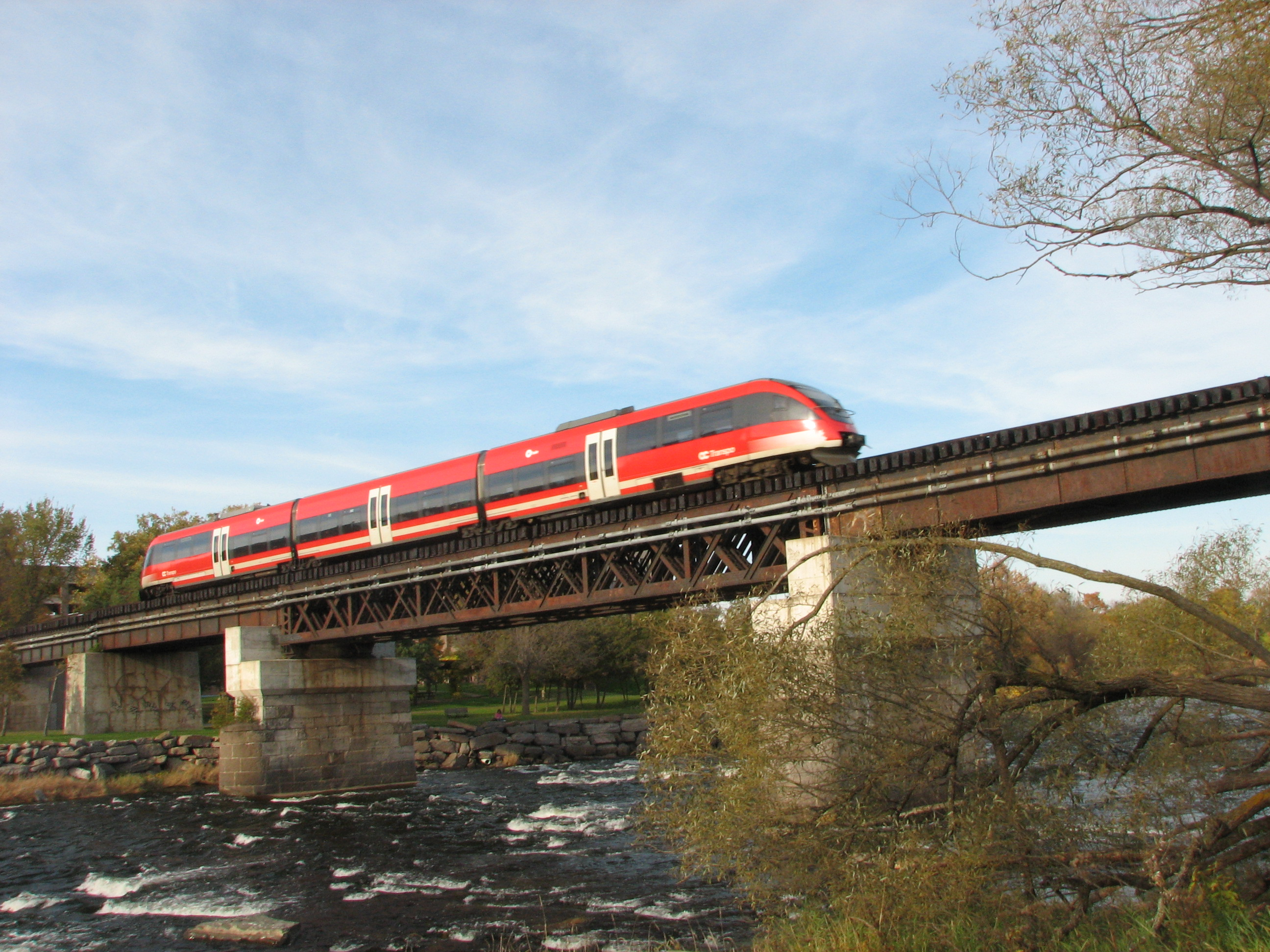
Talent у Німеччині

  - Австрійські федеральні залізниці ÖBB Class 4023, 4024, 4124
    - Зальцбурзький S-Bahn
    - Віденський S-Bahn
    - Тірольський S-Bahn
    - Штирійський S-Bahn
    - Форарльберзький S-Bahn[en]
    - Каринтійський S-Bahn
- Німеччина
  - Deutsche Bahn DB Class 643/943, 644/944
    - DB Regio Baden-Württemberg
    - DB Regio NRW
    - DB Regio Mitte

  - Transdev Germany[en]
    - Nord-Ostsee-Bahn
    - NordWestBahn
    - Niederbarnimer Eisenbahn
    - Ostmecklenburgische Eisenbahn
    - Bayerische Oberlandbahn[en]

  - eurobahn[en]
  - Regiobahn[en]
- Угорщина
  - Угорські державні залізниці MÁV Class 425
- Норвегія Bombardier Talent NSB Class 93 на Нордсландбанен перетинає Північне полярне коло у Норвегії
  - Норвезькі державні залізниці
    - Нордсландбанен[en]
    - Раумабанен[en]
    - Роросбанен[en]
- Румунія
  - Transferoviar Călători[en]
- Словаччина
  - RegioJet (орендовано Alpha Trains[en])

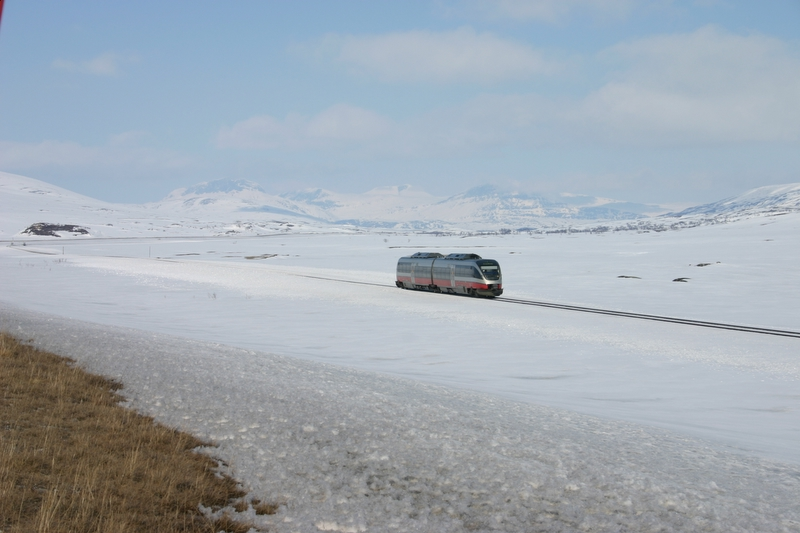
Bombardier Talent NSB Class 93 на Нордсландбанен перетинає Північне полярне коло у Норвегії

    - Залізниця Братислава — Комарно[en]

Раніше також використовувались O-Train , Оттава, Канада.